# رضا شفیعیان
رضا شفیعیان (زادهٔ ۱۵ فروردین ۱۳۲۰ در تهران) موسیقی‌دان، نوازندهٔ سنتور و آهنگساز اهل ایران است.

## زندگی هنری
رضا شفیعیان در ۱۵ فروردین سال ۱۳۲۰ در تهران متولد شد. او از ۱۳ سالگی نواختن ساز ویلن را آغاز کرد. پس از آن در سال ۱۳۳۵ به تشویق پدر، به آموختن سنتور نزد ابوالحسن صبا پرداخت و در ادامه به مدت ۶ سال نزد فرامرز پایور فراگیریِ سنتور را در هنرستان موسیقی دنبال کرد. پس از پایان تحصیل در هنرستان موسیقی، در سال ۱۳۴۱ همکاری خود را با ارکستر وزارت فرهنگ و هنر آغاز نمود و از سال ۱۳۴۳ در ارکسترهای رادیو به فعالیت هنری پرداخت.
او در سال ۱۳۴۵ به دانشکده هنرهای زیبا دانشگاه تهران راه یافت و از آموزش‌های هنرمندانی نظیر: نورعلی برومند، داریوش صفوت، هوشنگ استوار و یوسف فروتن بهره برد. وی همچنین خارج از دانشگاه، از تجربیات محمد ایرانی مجرد و مهدی ناظمی بهره‌مند شد. او از سال ۱۳۵۲ همکاری خود را با مرکز حفظ و اشاعه موسیقی ایرانی آغاز کرد و به تدریس سنتور و تشکیل «گروه موسیقی درویش» پرداخت. رضا شفیعیان ضمن سرپرستی گروه موسیقی درویش، با همراهی هنرمندانی نظیر: بهمن رجبی، جلال ذوالفنون، محمد موسوی، عطاء الله جنگوک، داوود گنجه‌ای، محمد مقدسی، مرتضی اعیان، کمال سامع و … کنسرت‌های متعددی را در داخل و خارج از ایران به اجرا درآورد. همکاری با تلویزیون از سال ۱۳۴۷ به همراه علی اصغر بهاری، فریدون حافظی، بهمن رجبی،محمد موسوی، محمدرضا شجریان، حضور در برنامهٔ تلویزیونی هفت شهر عشق در دههٔ ۱۳۵۰ و داوری جشنواره ملی موسیقی جوان، از دیگر فعالیت‌های وی بوده‌است.رضا شفیعیان، مدرس سنتور در کلاس‌های آزاد موسیقی دانشکده موسیقی دانشگاه هنر بوده و دارای مدرک درجه یک هنری است.
در خرداد ۱۳۹۸، آیین سپاس از رضا شفیعیان، به پاس قدردانی از ۶ دهه فعالیت در عرصه موسیقی ایرانی در فرهنگسرای ارسباران تهران برگزار شد.

## آثار

### صوتی
- کاست تکنوازی سنتور (در ابوعطا) با تمبک بهمن رجبی
- سه کاست با آواز پریسا در بیات اصفهان، ماهور و بیات ترک
- مجموعه‌هایی با آواز رضوی سروستانی و بهرام سارنگ
- گلچین ۱ - مجموعه آثار رضا شفیعیان برای سنتور، اجرای سنتور علیرضا جواهری، اجرای تنبک بهمن رجبی، ناشر آوای چکاد
- گلچین ۲ - مجموعه آثار رضا شفیعیان برای سنتور، اجرای سنتور علیرضا جواهری، اجرای تنبک بهمن رجبی، ناشر آوای چکاد

### کتاب‌ها
- کتاب گل چین (۱) و (۲)، مجموعه پیش‌درآمد چهارمضراب و رنگ.

گردآوری و آوانگاری:علیرضا جواهری